# All My Friends
„All My Friends“ je druhý singl z alba Sound of Silver americké hudební skupiny LCD Soundsystem. Vydán byl 28. května 2007 a v britském žebříčku se umístil na 41. příčce. Autory písně jsou James Murphy, Pat Mahoney a Tyler Pope. Singl vyšel v několika odlišných verzích s různými skladbami. Na některých z nich je její coververze od skupiny Franz Ferdinand, jinde od Johna Calea nebo také odlišné mixy. V Caleově verzi hráli vedle Calea (zpěv, kytara, viola, klávesy, sampler) také David Levita (kytara), Michael Jerome Moore (bicí, perkuse) a také samotný James Murphy (baskytara). Server Pitchfork Media zařadil tuto píseň na první místo v žebříčku sta nejlepších písní roku 2007. V roce 2015 svou verzi písně představila při koncertu skupina Hot Chip.

## Seznam skladeb

### CD
1. „All My Friends“ (zkrácená verze) - 5:59
2. „All My Friends“ (verze Franz Ferdinand) - 6:06
3. "Freak Out/Starry Eyes“ - 12:20
4. „All My Friends“ (video)

### 7" verze (první část)
1. „All My Friends“ (verze Franz Ferdinand) - 6:06
2. „All My Friends“ (zkrácená verze) - 5:59

### 7" verze (druhá část)
1. „All My Friends“ (verze Johna Calea) - 7:38
2. „All My Friends“ (albová verze) - 7:38

### 12" verze
1. „All My Friends“ (mix DJ Harveyho) - 7:02
2. „All My Friends“ (albová verze) - 7:38
3. „Freak Out/Starry Eyes“ - 12:20

### iTunes
1. „All My Friends“ (albová verze) - 7:42
2. „All My Friends“ (verze Johna Calea) - 7:38
3. „No Love Lost“ - 3:40
4. „Freak Out/Starry Eyes“ - 12:22